# گورنو (استان اشوی‌داشکسیه)
گورنو (به لاتین: Górno) یک روستا در لهستان است که در گمینا گورنو واقع شده‌است. گورنو ۱٬۵۰۰ نفر جمعیت دارد.